# Дю Ри, Эйнар
Гу́стаф Э́йнар Дю Ри (швед. Gustaf Einar Du Rietz; 1895—1967) — шведский ботаник, эколог растений и лихенолог.

## Биография
Эйнар Дю Ри родился 25 апреля 1895 года в Стокгольме в семье инженера Яльмара Дю Ри и его жены Шарлотты, в девичестве Кулльман. В 1912 году поступил в Уппсальский университет, в 1917 году получил степень бакалавра, в 1921 году — магистра, вскоре стал преподавать. В 1922 году получил степень доктора философии. До 1923 года Дю Ри работал ассистентом в Институте биологии растений, затем стал куратором Ботанического музея Уппсалы.
С 1924 года Эйнар был женат на Грете Сернандер, дочери ботаника Рутгера Сернандера.
Дю Ри был одним из организаторов Международной фитогеографической экскурсии по Скандинавии в 1925 году. Он ездил на многочисленные экспедиции внутри Швеции и за её пределами (в частности, посетил США, Яву, Австралию и Новую Зеландию (1928)). Эйнара Дю Ри считают «лидером уппсальской школы фитосоциологии».
С 1931 по 1934 Дю Ри был временным профессором, в 1934 году стал профессором биологии растений Уппсальского университета. В 1949 году он был избран членом Шведской королевской академии наук. В 1960 году Эйнар Дю Ри стал почётным профессором.
В последние годы жизни Дю Ри работал над монографией рода лишайников Lichina, оставшейся неоконченной.
Скончался в Уппсале 7 марта 1967 года от инфаркта миокарда.

## Некоторые публикации
- Du Rietz, G.E. Zur methodologischen grundlage der modernen pflanzensoziologie. — Wien, 1921. — 272 p.
- Du Rietz, G.E. Life forms of terrestrial flowering plants. — Uppsala, 1931. — 95 p.

## Роды, названные в честь Э. Дю Ри
- Durietzia Gyeln., 1935 [= Ionaspis Th.Fr., 1871]
- Durietzia (C.W.Dodge) Yoshim., 1998, nom. illeg.